# Epactoides perrieri
Epactoides perrieri là một loài bọ cánh cứng trong họ Bọ hung (Scarabaeidae).